# Esenbeckia reinburgi
Esenbeckia reinburgi är en tvåvingeart som beskrevs av Surcouf 1919. Esenbeckia reinburgi ingår i släktet Esenbeckia och familjen bromsar. Inga underarter finns listade i Catalogue of Life.